# Jovita Idar
Jovita Idar (Laredo, Texas; 7 de septiembre de 1885 - San Antonio, Texas; 15 de junio de 1946) fue una periodista, activista y trabajadora por los derechos civiles estadounidense que apoyó la causa de los inmigrantes mexicanos en los Estados Unidos. Con el trasfondo de la Revolución mexicana (1910-1924), trabajó en numerosos periódicos, sirviéndose de sus escritos para lograr un cambio social en este colectivo. Empezó su carrera periodística en La Crónica de Laredo, Texas, diario propiedad de su padre. Mientras ejercía el periodismo, fue presidenta de La Liga Femenil Mexicanista en octubre de 1911, organización enfocada a la educación de niños mexicanos en Laredo para ofrecer educación infantil libre. También participó activamente en el Primer Congreso Mexicano, una organización que reunió a mexicano-estadounidenses para discutir temas como su acceso a la educación y a los recursos económicos.

## Primeros años
Jovita Idar fue una de los ocho hijos de Jovita y Nicasio Idar, dedicados a promover los derechos civiles de los mexicano-estadounidenses.
Su familia formaba parte de las clases pudientes de la ciudad, con acceso a una buena educación y un futuro lleno de oportunidades. Frente a estos se encontraban la mayoría de las familias méxico-tejanas que carecían de privilegios. Los ocho hermanos crecieron en un ambiente donde sus derechos y deberes chocaban con la situación desfavorecida de la comunidad chicana. En el libro Marching to a Different Drummer, Robin Kadison Berson explica: "Al crecer, Jovita fue una niña imaginativa y enérgica; estudiante entusiasta, ganó premios por su poesía y disfrutaba recitando ante el público".

## Educación
Idar obtuvo su título de docente en 1903 en Laredo. Enseñó en una escuela en Los Ojuelos, ubicada aproximadamente a 64 kilómetros al este de Laredo. Según  ella, sus primeros años de enseñanza fueron frustrantes: "Nunca hubo suficientes libros de texto para sus alumnos, ni suficiente papel, bolígrafos o lápices; si todos sus alumnos iban a clase, no había bastantes sillas o pupitres". A pesar de que los chicanos pagaban impuestos para tener acceso a la educación, su nivel de escolarización era ínfimo, ya que se les negaba la entrada en las escuelas. Idar se dio cuenta de que sus esfuerzos docentes apenas tenían impacto en la vida de los estudiantes debido a la segregación y al mal equipamiento.[cita requerida]

## Defensa de problemas sociales
En el contexto de la Revolución mexicana, que duró una década desde 1910 hasta 1920, Idar pasó de la docencia al periodismo como un medio de trabajo para lograr cambios efectivos. Regresó a Laredo, Texas, donde comenzó a trabajar junto a dos de sus hermanos Eduardo y Clemente Idar, en el periódico de su padre, desde el que se defendían los derechos civiles y la justicia social para los mexicano-estadounidenses. Jovita escribió artículos bajo seudónimo, denunciando las malas condiciones de vida de los trabajadores inmigrantes y apoyando la Revolución.
En 1910 La Crónica incluyó artículos sobre noticias, acontecimientos actuales, ensayos biográficos e históricos que se referían a los mexicano-estadounidenses, ensayos literarios y poesía, y comentarios. Centró la atención en las graves desigualdades sociales y económicas experimentadas por los inmigrantes en Texas en particular, y en los Estados Unidos en general. Destacando los artículos sobre la discriminación social y educativa, las malas condiciones económicas, la disminución del uso del idioma español y la pérdida de la cultura mexicana.
En 1911, La Crónica fundó la "Orden Caballeros de Honor" para debatir los problemas sociales del momento, y celebró el Primer Congreso Mexicanista, dedicado a combatir la desigualdad y el racismo y para unir a los mexicanos en la lucha por sus derechos, incluidos el del acceso a la educación y a los recursos económicos.
Mientras trabajaba en La Crónica, Idar ejerció como la primera presidenta de La "Liga Femenil Mexicanista", una rama del Congreso que se fundó en octubre de 1911 en Laredo para ofrecer educación gratuita a la infancia mexicana. En el libro de 2018 basado en su tesis de doctorado, Redeeming La Raza: Transborder Modernity, Race, Respectability, and Rights, Gabriela González escribió que estas organizaciones se crearon en respuesta a la pobreza y al racismo que experimentaban las comunidades mexicanas transfronterizas.
Otras metas de la organización fueron "unificar a los intelectuales mexicanos de Texas en torno a los temas de protección de los derechos civiles, educación bilingüe, linchamiento de mexicanos, organización laboral y preocupaciones de las mujeres".  Las mujeres dentro de esta liga trabajaron para transformar estas injusticias a través de un plan de acción que trató de aliviar los problemas sociales por medio de cambios dentro de sus comunidades. Algunas integrantes de la liga eran educadoras y profesionales capacitadas, y la educación de las jóvenes siguió siendo el enfoque principal de la organización". La Liga se convirtió en una organización social, política y caritativa para mujeres que, además, proporcionaba comida y ropa a quienes lo necesitasen.

## Voluntariado en la frontera
En marzo de 1913, la población mexicana fronteriza Nuevo Laredo fue atacada. Idar y otras mujeres de Laredo cruzaron el río Grande para ofrecerse voluntarias en ayuda de los heridos. Mientras estaba en la frontera, se unió más tarde a La Cruz Blanca, una organización similar a la Cruz Roja, creada y financiada por Leonor Villegas de Magnón, también de Laredo.
En 1914, cuando regresó del voluntariado, comenzó a escribir para El Progreso. Un editorial publicado en el periódico criticaba la orden del presidente Woodrow Wilson de enviar tropas militares estadounidenses a la frontera entre México y Estados Unidos, lo que hizo que el ejército estadounidense y los Rangers de Texas se sintieran agraviados. Los Rangers intentaron cerrar El Progreso, pero Idar no les permitió entrar. No estando ella en la oficina, cierto día, los Rangers regresaron para saquearlo y destruir las imprentas, consiguiendo que el periódico cerrase.
Después de la muerte de su padre en 1914, se convirtió en la editora de La Crónica, y continuó exponiendo las condiciones en las que vivían los mexicano-estadounidenses y los inmigrantes mexicanos. En 1921 se trasladó a San Antonio, donde fundó un jardín de infancia gratuito y también se ofreció como voluntaria en un hospital como intérprete. En 1940 coeditó la revista El Heraldo Cristiano.

## Vida personal
En mayo de 1917 Idar se casó con Bartolo Juárez, fontanero y hojalatero. Vivió en San Antonio hasta su fallecimiento el 15 de junio de 1946, por una hemorragia pulmonar, después de haber padecido durante años de tuberculosis.